# Kopa Antiano 2009
De Kopa Antiano 2009 was de 48ste editie van het voetbalkampioenschap van de Nederlandse Antillen. Omdat de Bonairiaanse competitie te laat geëindigd was, deden alleen de beste twee ploegen uit Curaçao mee. Er werd over een wedstrijd gespeeld om de kampioen aan te wijzen. Hubentut Fortuna slaagde erin zijn eerste Antilliaanse titel te behalen door de winnaar van de laatste zeven edities met 4-2 te verslaan. De wedstrijd werd ontsierd door drie rode kaarten in de eerste helft. Verliezend finalist Centro Barber eindigde de wedstrijd hierdoor met acht man.

## Finale
|                        |                                                                                  |                    |                                        |                      |
| 30 augustus 2009 20:00 | Hubentut Fortuna                                                                 | 4 – 2              | Centro Barber                          | Ergilio Hato Stadion |
| 30 augustus 2009 20:00 | Franklin Olaria 3' Lisandro Trenidat 30' Lisandro Trenidat 35' Lisandro Trenidat | Verslag[dode link] | 23' Jair Cantiño 42' Shayron Bernardus | Ergilio Hato Stadion |